# Frka (album)
Frka je drugi  studijski album hrvatske džez i rok pevačice Zdenke Kovačiček, koga je 1984. objavila diskografska kuća Jugoton.
Muziku za album je napisao Kire Mitrov, dok su tekstovi preuzeti iz knjige poezije "Konstatacija jedne mačke" Slavice Maras. Album je profesionalno snimljen, međutim ostao je dojam da je ispod nivoa vokalnih mogućnosti Zdenke Kovačiček.
Kompozicija "Frka" se nalazi na kompilaciji 27. Festival Zagreb - Večer Zabavne Glazbe, koju je 1981. godine objavio Jugoton.

## Popis pesama

### A strana
1. "Ono nešto"
2. "Trebalo bi"
3. "Sve je isto"
4. "Sanjala sam san da sam bila tulipan"
5. "Frka"

### B strana
1. "Strast"
2. "Volim te kao konja"
3. "Putovanje"
4. "Ili... Ili..."